# Чонтофальски, Камил
Ками́л Чонтофа́льски (словац. Kamil Čontofalský; 3 июня 1978, Кошице) — словацкий футболист, вратарь. Выступал за сборную Словакии.

## Карьера
Выступал за словацкую команду «Кошице». В 1999 году дебютировал за пражский клуб «Богемианс 1905», играл в дебютном году 14 матчей, пропустил 17 мячей. Далее провёл два сезона в стартовом составе. Признавался лучшим легионером Гамбринус Лиги. В сезоне 2002/03 провёл на поле лишь 10 матчей и затем был куплен «Зенитом» приблизительно за 300 тыс. долларов.
В 2003—2009 годах выступал за санкт-петербургский «Зенит». Дебютировал в Москве в победном матче с московским «Локомотивом» — 2:1. Его второй матч был омрачён унизительным поражением от московского «Динамо» — 1:7. После этого главный тренер Властимил Петржела стал доверять пост номер один Вячеславу Малафееву. Чонтофальски занял пост первого вратаря лишь в сезоне 2005. В начале сезона 2006 Камил получил травму, и Вячеслав Малафеев снова получил место в основном составе.
После прихода в команду нового главного тренера Дика Адвоката подписал новый контракт с «Зенитом».
Чемпионский для «Зенита» сезон 2007 Чонтофальски и Малафеев сыграли на равных. Дик Адвокат заявил, что в его команде 2 равноценных вратаря. Вскоре последовало ужесточение лимита на легионеров, что негативно сказалось на карьере Чонтофальски. Планировали помочь ему в получении российского гражданства, но он в итоге отказался, так как не хотел лишаться словацкого.
Вышел на поле 29 ноября 2007 года в матче группового этапа Кубка УЕФА против немецкого «Нюрнберга» (2:2), допустив ряд грубых ошибок. После этого на поле в официальных матчах не выходил ни разу за полтора года, потерял место в сборной Словакии и принял решение сменить клуб. Сезон 2008 Чонтофальски назвал худшим в своей карьере, несмотря на выигранные «Зенитом» европейские трофеи — Кубок УЕФА и Суперкубок УЕФА, так как в том сезоне Камил не сыграл ни одного официального матча. В начале сезона 2009 ничего для Чонтофальски не изменилось.
В январе 2009 года имел возможность перейти в лондонский «Челси» на место второго вратаря после ухода Карло Кудичини в лондонский «Тоттенхэм Хотспур», однако в последний момент сделка сорвалась.
6 июля 2009 года Чонтофальски уехал на просмотр в «Фейеноорд». На следующий день, перед товарищеским матчем с бельгийским «Андерлехтом», Малафеев впервые за несколько лет получил травму и выбыл на 3 недели.
Возвращение Чонтофальски на поле произошло 12 июля 2009 года в домашнем матче против «Москвы» (1:0). Камил провёл на поле все 90 минут и парировал пенальти.
После отставки Дика Адвоката основной вратарь Вячеслав Малафеев стал совершать ошибки, и исполняющий обязанности главного тренера Анатолий Давыдов решил поставить Чонтофальски на решающий матч Лиги Европы против португальского «Насьонала». Уверенно проведя весь матч, Камил совершил под конец игры ошибку на выходе, и Рубен Микаэл забил решающий гол — «Зенит» выбыл из Лиги Европы. После матча Чонтофальски, получивший травму, попросил прощения у болельщиков.
Всего за «Зенит» провёл 82 матча, пропустил в них 86 мячей. Является членом Клуба Леонида Иванова.
В конце 2009 года контракт Чонтофальски истёк, и Камил перешёл в кипрский АЕЛ.
27 декабря 2010 года Камил заключил контракт с греческим клубом «Лариса» сроком на 1,5 года.
4 июля 2011 года стало известно, что Чонтофальски продолжит карьеру в пражской «Славии», заключив с чешским клубом двухлетний контракт.
Играл за сборную Словакии. Участник Олимпийских игр 2000 года в Сиднее и молодёжного первенства Европы 2000 года.

## Личная жизнь
Был женат. Развёлся с женой сразу после перехода в пражскую «Славию». Имя бывшей жены — Михаэла. Имеет троих детей: двух дочек-близнецов, имена которых Валерия и Виктория, и дочку Элизабет. Сын Камил в результате несчастного случая утонул в бассейне собственного дома.

## Статистика выступлений

### Клубная статистика
| Выступление              | Выступление      | Выступление      | Лига | Лига | Кубок страны | Кубок страны | Еврокубки | Еврокубки | Прочие | Прочие | Итого | Итого |
| Клуб                     | Лига             | Сезон            | Игры | Голы | Игры         | Голы         | Игры      | Голы      | Игры   | Голы   | Игры  | Голы  |
| ------------------------ | ---------------- | ---------------- | ---- | ---- | ------------ | ------------ | --------- | --------- | ------ | ------ | ----- | ----- |
| Богемианс 1905           | Гамбринус Лига   | 1999/2000        | 14   | -17  | —            | —            | —         | —         | —      | —      | 14    | -17   |
| Богемианс 1905           | Гамбринус Лига   | 2000/01          | 23   | -27  | —            | —            | —         | —         | —      | —      | 23    | -27   |
| Богемианс 1905           | Гамбринус Лига   | 2001/02          | 30   | -35  | —            | —            | —         | —         | —      | —      | 30    | -35   |
| Богемианс 1905           | Гамбринус Лига   | 2002/03          | 10   | -27  | —            | —            | —         | —         | —      | —      | 10    | -27   |
| Богемианс 1905           | Итого            | Итого            | 77   | -106 | —            | —            | —         | —         | —      | —      | 77    | -106  |
| Зенит                    | Премьер-лига     | 2003             | 3    | -9   | 1            | -0           | —         | —         | 4      | -5     | 8     | -14   |
| Зенит                    | Премьер-лига     | 2004             | 4    | -7   | 3            | -2           | 1         | -2        | —      | —      | 8     | -11   |
| Зенит                    | Премьер-лига     | 2005             | 19   | -13  | 3            | -1           | 8         | -7        | —      | —      | 30    | -21   |
| Зенит                    | Премьер-лига     | 2006             | 4    | -9   | 4            | -7           | 2         | -0        | —      | —      | 10    | -16   |
| Зенит                    | Премьер-лига     | 2007             | 13   | -13  | 2            | -1           | 7         | -6        | —      | —      | 22    | -20   |
| Зенит                    | Премьер-лига     | 2008             | 0    | 0    | 0            | 0            | 0         | 0         | 0      | 0      | 0     | 0     |
| Зенит                    | Премьер-лига     | 2009             | 2    | -3   | 1            | -0           | 1         | -1        | —      | —      | 4     | -4    |
| Зенит                    | Итого            | Итого            | 45   | -54  | 14           | -11          | 19        | -16       | 4      | -5     | 82    | -86   |
| АЕЛ (Лимасол)            | Первый дивизион  | 2009/10          | 13   | -14  | —            | —            | —         | —         | —      | —      | 13    | -14   |
| АЕЛ (Лимасол)            | Первый дивизион  | 2010/11          | 5    | -6   | —            | —            | —         | —         | —      | —      | 5     | -6    |
| АЕЛ (Лимасол)            | Итого            | Итого            | 18   | -20  | —            | —            | —         | —         | —      | —      | 18    | -20   |
| Лариса                   | Суперлига        | 2010/11          | 8    | -10  | —            | —            | —         | —         | —      | —      | 8     | -10   |
| Лариса                   | Итого            | Итого            | 8    | -10  | —            | —            | —         | —         | —      | —      | 8     | -10   |
| Славия (Прага)           | Гамбринус Лига   | 2011/12          | 20   | -25  | —            | —            | —         | —         | —      | —      | 20    | -25   |
| Славия (Прага)           | Гамбринус Лига   | 2012/13          | 27   | -25  | —            | —            | —         | —         | —      | —      | 27    | -25   |
| Славия (Прага)           | Гамбринус Лига   | 2013/14          | 6    | -6   | 1            | -1           | —         | —         | —      | —      | 7     | -7    |
| Славия (Прага)           | Итого            | Итого            | 53   | -56  | 1            | -1           | —         | —         | —      | —      | 54    | -57   |
| Форт-Лодердейл Страйкерс | NASL             | 2014             | 8    | -10  | —            | —            | —         | —         | 2      | -3     | 10    | -13   |
| Форт-Лодердейл Страйкерс | Итого            | Итого            | 8    | -10  | —            | —            | —         | —         | 2      | -3     | 10    | -13   |
| Тампа-Бэй Раудис         | NASL             | 2015             | 8    | -13  | —            | —            | —         | —         | —      | —      | 8     | -13   |
| Тампа-Бэй Раудис         | Итого            | Итого            | 8    | -13  | —            | —            | —         | —         | —      | —      | 8     | -13   |
| Всего за карьеру         | Всего за карьеру | Всего за карьеру | 217  | -269 | 15           | -12          | 19        | -16       | 6      | -8     | 257   | -305  |

## Достижения
- Чемпион России: 2007
- Серебряный призёр чемпионата России: 2003
- Бронзовый призёр чемпионата России: 2009
- Обладатель Кубка России: 2009/10
- Обладатель Кубка российской Премьер-лиги: 2003
- Обладатель Суперкубка России: 2008
- Обладатель Кубка УЕФА: 2007/08
- Обладатель Суперкубка УЕФА: 2008